# Малинівка (Маріупольський район)

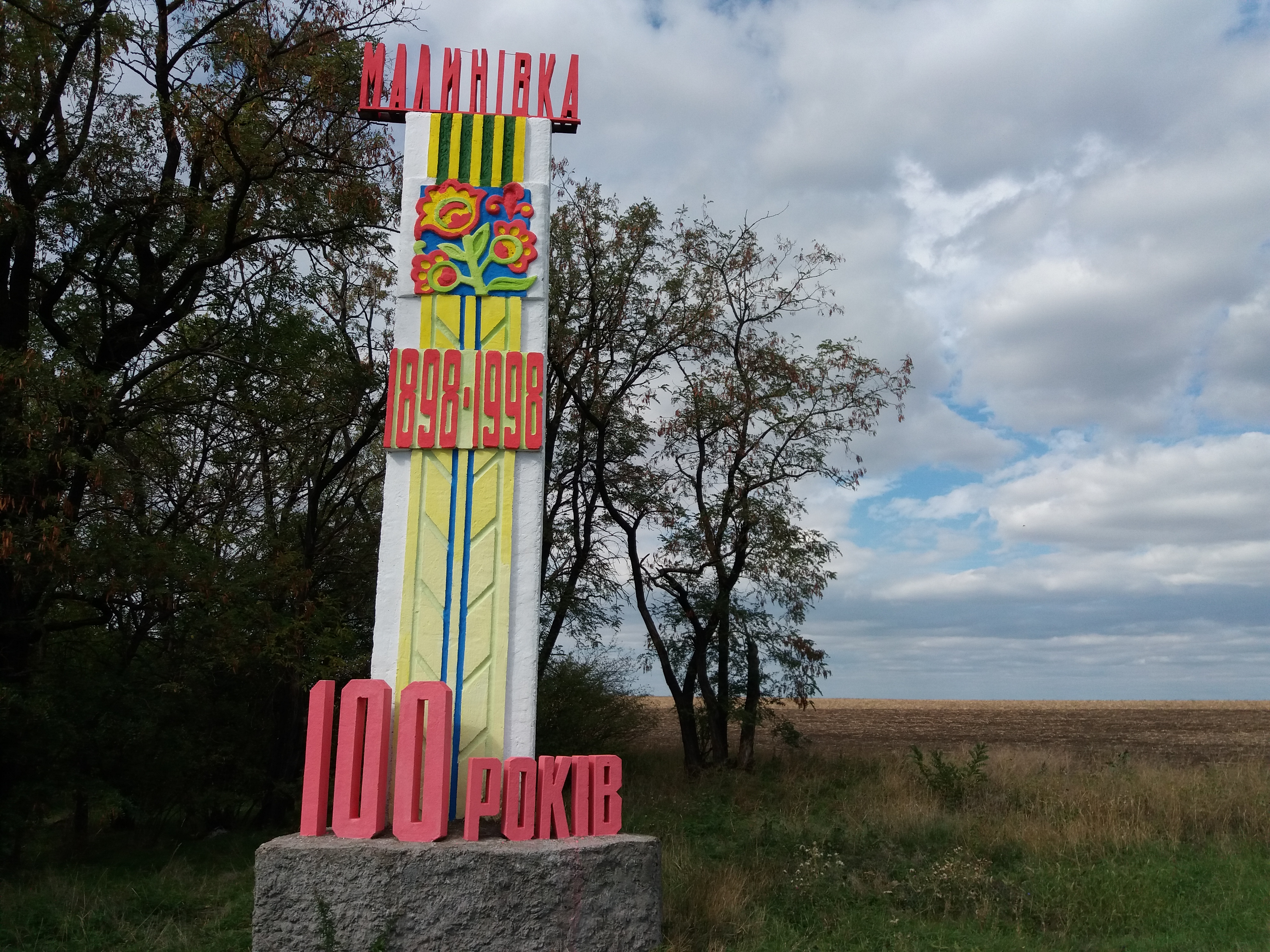

Мали́нівка — село (до 2011 року — селище) Нікольської селищної громади Маріупольського району Донецької області України, 8 км на південний захід від Нікольського.

## Населення
За даними перепису 2001 року населення села становило 1093 особу, з них 59,84 % зазначили рідною мову українську, 38,24 — російську, 0,09 — білоруську та вірменську мови.

## Економіка
Головний господарський суб'єкт на території села — відкрите акціонерне товариство «Племінний завод „Малинівка“», основним напрямком якого є розведення великої рогатої худоби (ВРХ) червоної степової породи. Підприємство займається вирощуванням племінного молодняка ВРХ та свиней, виробництвом молока, м'яса ВРХ та свиней, вирощуванням зерна, соняшника.

## Постаті
- Вовченко Володимир Миколайович (1980—2016) — молодший лейтенант Збройних сил України, учасник російсько-української війни.
- Харченко Іван Вікторович (1981-2023) —прокурор третього відділу першого управління процесуального керівництва досудовим розслідуванням та підтримання публічного обвинувачення Департаменту нагляду за додержанням законів органами Державного бюро розслідувань Офісу Генерального прокурора.